# Толстоголовка запятая
Толстоголовка запятая (лат. Hesperia comma) — бабочка из семейства толстоголовок.

## Описание

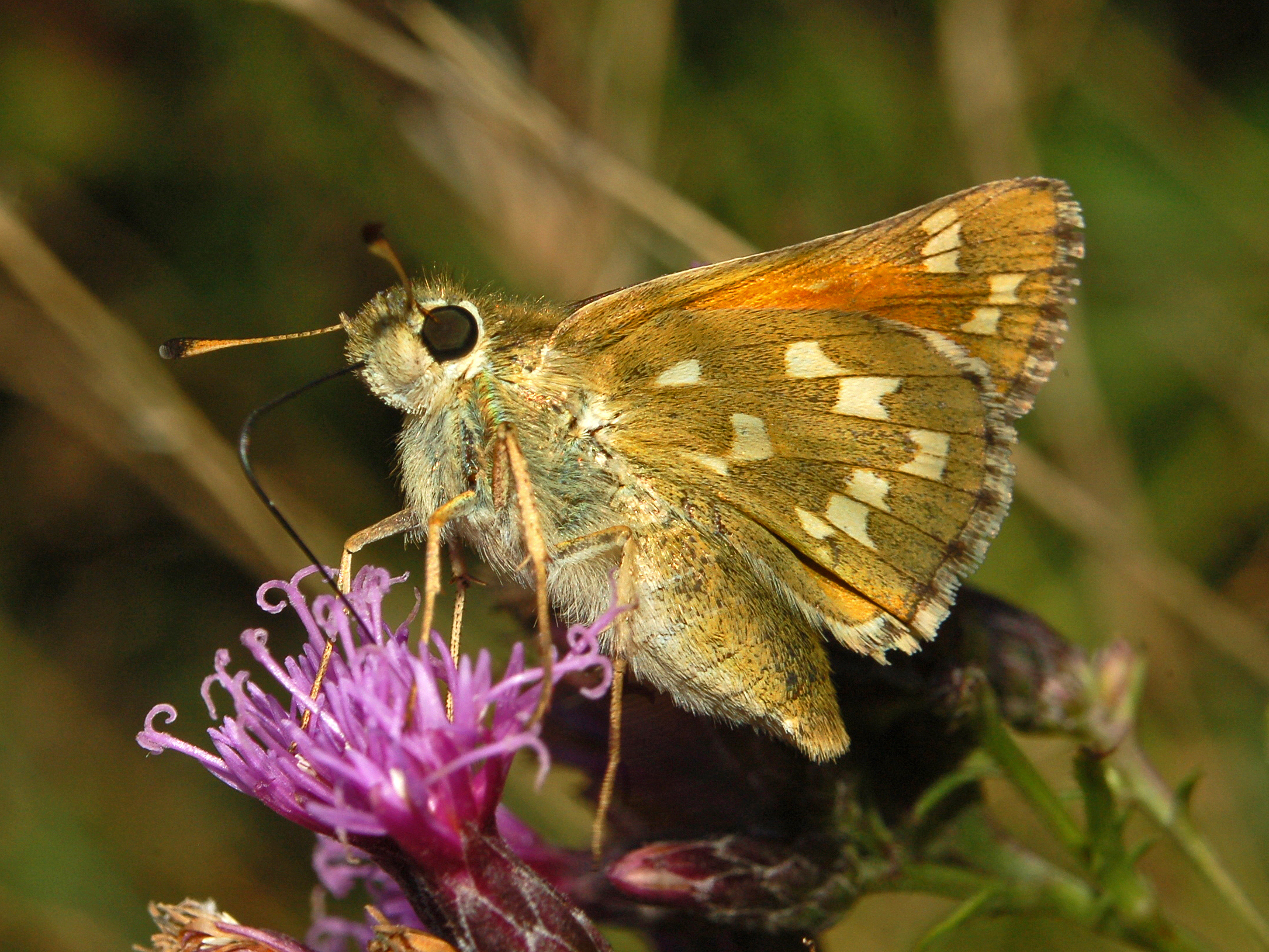
Самка

Размах крыльев 22—34 мм. Ярко выражен половой диморфизм. У самцов крылья охристого цвета, с темным андрокониальным штрихом в центре переднего крыла. У самок окраска крыльев коричневая, с охристо-рыжими пятнами. На нижней стороне задних крыльях имеются белые угловатые пятна. Бахромка крыльев светло-жёлтая.

## Этимология названия
Comma (с латинского) — запятая.

## Ареал
Северо-западная Африка, внетропическая Евразия, Крымский полуостров, северо-запад Северной Америки.
Обитатель таёжной, лесной и лесостепной зон Восточной Европы. В Центре Европейской России распространён крайне локально во всех подзонах. На Украине ареал охватывает лесную и лесостепную зоны; в большей части степной зоны — крайне редок и очень локален. Локально обитает в Горном Крыму (горно-лесная часть на высотах от 500 м над ур. м.).
Бабочки населяют хорошо прогреваемые солнцем участки, склоны степных балок, опушки пойменных и байрачных лесов, каменистые степи, заболоченные поляны боров, луговинные тундры с цветущей растительностью. На Кавказе предпочитают открытые луговые и каменистые склоны гор — до 2700 м над ур. м.

## Биология
Развивается в одном поколении. Время лёта бабочек с конца июня до начала сентября. Некоторых самок можно встретить и в конце октября. Бабочки летают и часто присаживаются на крупные цветущие растения, на которых они питаются. Самцы посещают берега луж и ручьёв.
Самки откладывают яйца поштучно на верхнюю сторону листьев кормовых растений. Гусеницы питаются различными злаками: вязель разноцветный, пырей ползучий, овсяница, бухарник, лядвенец, мятлик. В центральной Европе кормовыми растениями отмечались также отдельные осоки и мотыльковые. Окукливаются в коконе из сплетённых листьев между стеблями трав.

## Замечания по охране
Вид включён в Красную книгу Московской области, Россия (2 категория) (1), а также в Красную книгу Восточной Фенноскандии: для Финляндии (3 категория), Дании (2 категория), Швеции (4 категория), Карелии (4 категория).